# Pararopica brunnea
Pararopica brunnea är en skalbaggsart som beskrevs av Stefan von Breuning 1966. Pararopica brunnea ingår i släktet Pararopica och familjen långhorningar.
Artens utbredningsområde är Filippinerna. Inga underarter finns listade i Catalogue of Life.